# Bazi nagy francia lagzik 2.
A Bazi nagy francia lagzik 2. (eredeti cím: Qu'est-ce qu'on a (encore) fait au Bon Dieu?) 2019-es belga-francia filmvígjáték Philippe de Chauveron rendezésében. A film a Bazi nagy francia lagzik-filmsorozat második része és az azonos című 2014-es film folytatása. A főszerepben Christian Clavier, Chantal Lauby, Ary Abittan és Medi Sadoun látható.
A film a 2019-es év legnagyobb bevételt hozó francia produkciója volt hazájában, és a 2019-es év harmadik legnagyobb bevételt hozó filmje volt az országban. A filmsorozat harmadik része 2022 áprilisában mutatkozott be Bazi nagy francia lagzik 3. címmel.

## Rövid történet
Claude és Marie Verneuil újabb válsággal néz szembe: négy lányuk házastársai – David, Rachid, Chao és Charles – különböző okokból úgy döntöttek, hogy elhagyják Franciaországot és máshol képzelik el az életüket.

## Szereplők
| Szerep          | Színész           | Magyar hang        |
| --------------- | ----------------- | ------------------ |
| Claude Verneuil | Christian Clavier | Szacsvay László    |
| Marie Verneuil  | Chantal Lauby     | Zsurzs Kati        |
| David           | Ary Abittan       | Dévai Balázs       |
| Rachid          | Medi Sadoun       | Makranczi Zalán    |
| Chao            | Frédéric Chau     | Bercsényi Péter    |
| Charles         | Noom Diawara      | Horváth Illés      |
| Isabelle        | Frédérique Bel    | Bartsch Kata       |
| Odile           | Julia Piaton      | Földes Eszter      |
| Laure           | Élodie Fontan     | Törőcsik Franciska |

## Bemutató
A film 2019. január 30-án jelent meg Franciaországban és Belgiumban. A filmet 7 millióan látták, és több, mint 45 millió eurós bevételt hozott Franciaországban, amivel rekordot döntött egy helyi nyelvű film történetében. A filmet több országban, köztük Németországban, Svájcban és Kanadában is bemutatták a mozikban. A sorozat harmadik filmjét is tervezik.
2019. december 1-jén a film a harmadik helyen állt a 2019-es bevételi listán, 6,7 millió nézővel, 47,7 millió dolláros bevétellel a harmadik legtöbb bevételt hozó francia film lett 2019-ben, és a legtöbb bevételt hozó francia produkció 2019-ben. Melanie Goodfellow megjegyezte, hogy "a kiemelkedő teljesítmény ellenére a jegybevétel 45%-kal alacsonyabb volt, mint a 2014-es eredeti Bazi nagy francia lagzik esetében, amely 12,4 millió nézőt (91 millió dollár) vonzott.

## A film készítése
A Bazi nagy francia lagzik című első filmmel ellentétben, amelyben mindössze két felvételt forgattak Chinonban (Indre-et-Loire), a folytatás sokkal több betekintést nyújt Verneuil szülővárosába és régiójába. Chinon központja, királyi erődje és Saumur (Maine-et-Loire) városa színházzal és kastéllyal látható.
A Chenonceau kastélyban a forgatás Diane de Poitiers kertjében zajlott, drón segítségével. Párizsban a stáb a Place Boieldieu téren, az Igazságügyi Palotában is forgatott. Forgattak a párizsi régióban is, nevezetesen Clamartban (Hauts-de-Seine) és Orgevalban (Yvelines).